# Зексельйотен
Зексельйотен (нім. Sechseläuten), Зексілюйте (цюр. нім.: Sächsilüüte), укр. Шестидзвіння — традиційне весняне свято в швейцарському місті Цюрих, що в теперішній його формі зазвичай святкується в третій понеділок квітня починаючи з початку 20 століття.

## Спалення Снігової баби (Böögg’а)
Після параду гільдій, кульмінацією свята є спалювання опудала Зими, у вигляді Бьооґа (Böögg), снігової баби, напханої вибухівкою. Звичай спалювання опудала, Бьооґа, давніший за Шестизв. Бьооґ (споріднений Бабая) борше був уособленням персонажу, що ніс лихо і яким лякали дітей під час карнавального сезону.

## Історія
Коріння фестивалю сягає середньовічних часів, коли перший день переходу на літній робочий час святкували гільдії з цілого міста. Міські закони строго регулювали тривалість робочого дня в ті часи. Впродовж зимового періоду робочий день в усіх майстернях тривав доки не смеркне, проте впродовж літнього семестру (тобто починаючи з понеділка після весняного рівнодення) за законом роботу слід було завершувати коли церковні дзвони вибивали шосту годину. Sächsilüüte слово швейцарського діалекту німецької мови, що дослівно перекладається як «двін дзвонів о шостій годині». Перехід на літнього робочого дня традиційно було радісною подією, бо воно ознаменувало початок сезону, коли люди мали кілька вільних годин завидна.
Є підтвердження спалення опудала Бьооґа (швейцарською німецькою «опудало», першопочатково страшна з вигляду шматяна лялька) навесні різних частинах міста починаючи кінця 18-го, початку 19-го століття, без прямого зв’яку з Шестидзвінням. Поєднання параду на Шестидзвіння з офіційним спалюванням Бьооґа було запроваджено в 1902 році.

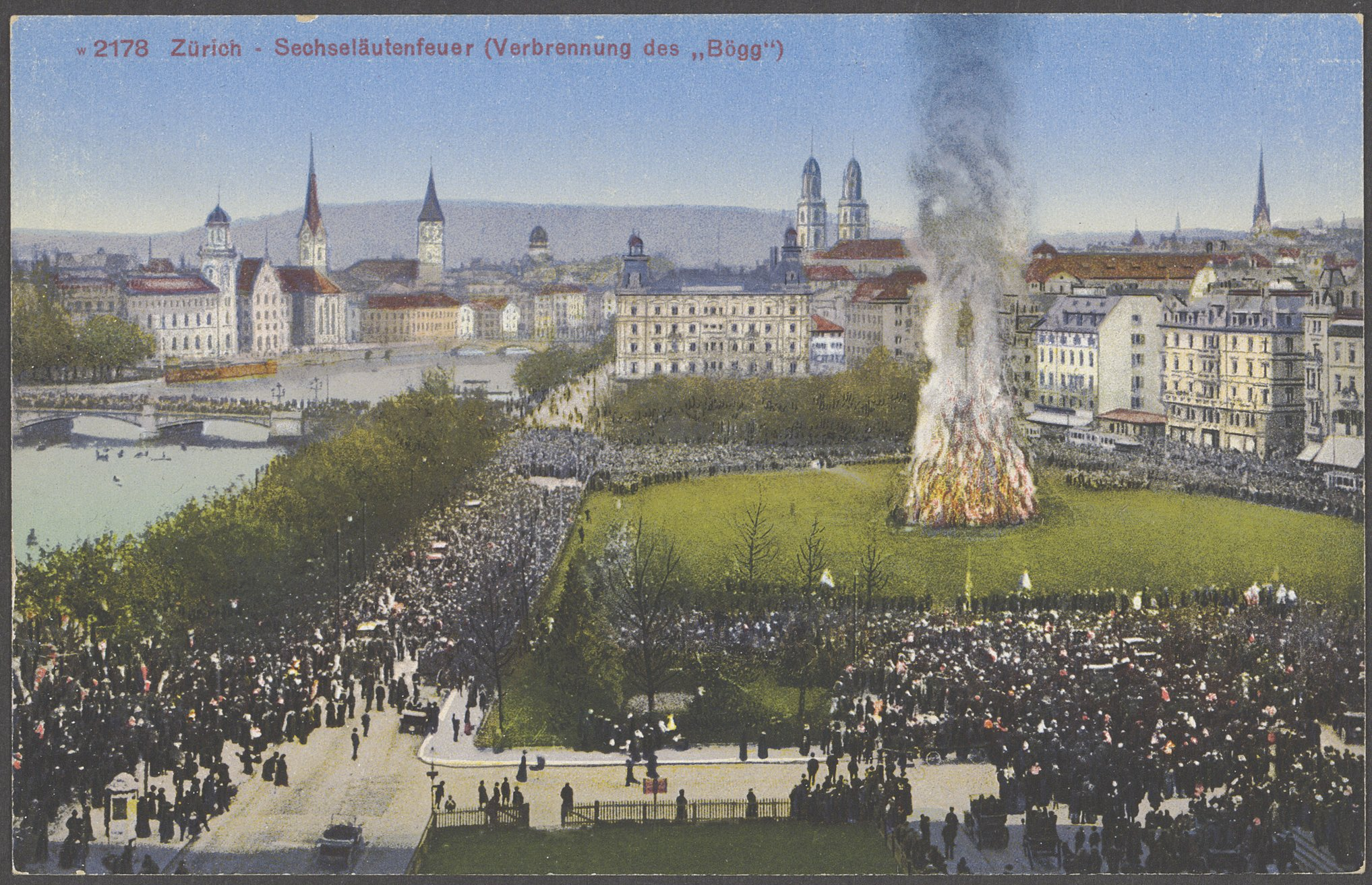
Спалення Бьооґа, десь 1900 року

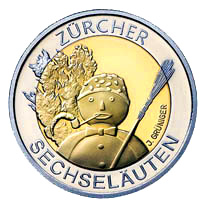
Швейцарська монета "Sechseläuten"

З 1902 до 1951 року святкування відбувалися першого понеділоку після весняного рівнодення. У цей день дзвони жіночої монастирської церкви (нім. Fraumünster) , вперший в році вибивали, щоб ознаменувати кінець робочого дня о 6 годині вечора (історично час заходу сонця в день весняного рівнодення). Свято було перенесено на третій понеділок квітня в 1952 році. Через перенесення свята на пізніші дати і через введення в 1981 році літнього часу, запалення погрібального багаття Бьооґа о 6 годині вечора тепер відбувалося за кілька годин до смеркання. Крім того, через поточну дату, свято часто випадає протягом того ж тижня, що й 1 травня, що призвело до разючого контрасту між святом вищих верств, які восновному святкують Шестидзвіння, і святом робітничого класу — Перше травня. Ця близькість головних свят двох політичних полюсів суспільства Цюриху призвело до різних колізій в минулому, наприклад, викрадення Бьооґа в 2006 році лівими «революціонерами» за кілька днів до Шестидзвіння. Відтоді заготовляють кілька запасних Бьооґів, які зберігаються на березі поблизу Зехсуляутенпляц (нім. Sechseläutenplatz, відкритий майдан перед Оперою в районі Белевю, де відбувається більшість заходів просто неба ). З 2010 року гільдії Цюриху дозволили жінкам з  Gesellschaft Фраумюнстера святкувати Шестидзвіння, переважно лиш у ролі гостей гільдій, досі не будучи зарахованими до офіційних гільдій Цюріху.

## Світлини

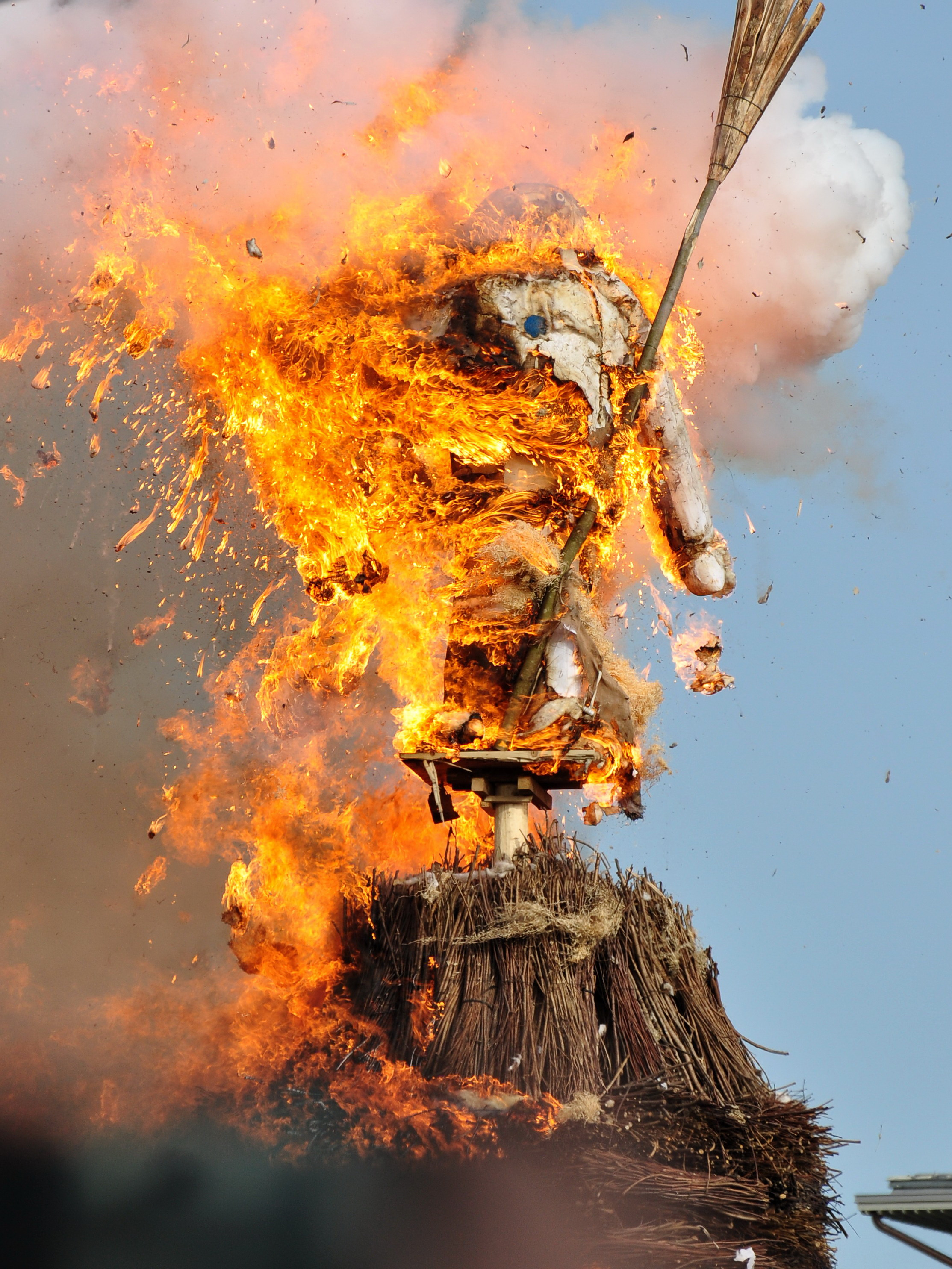
Бьооґ (Böögg) 2011
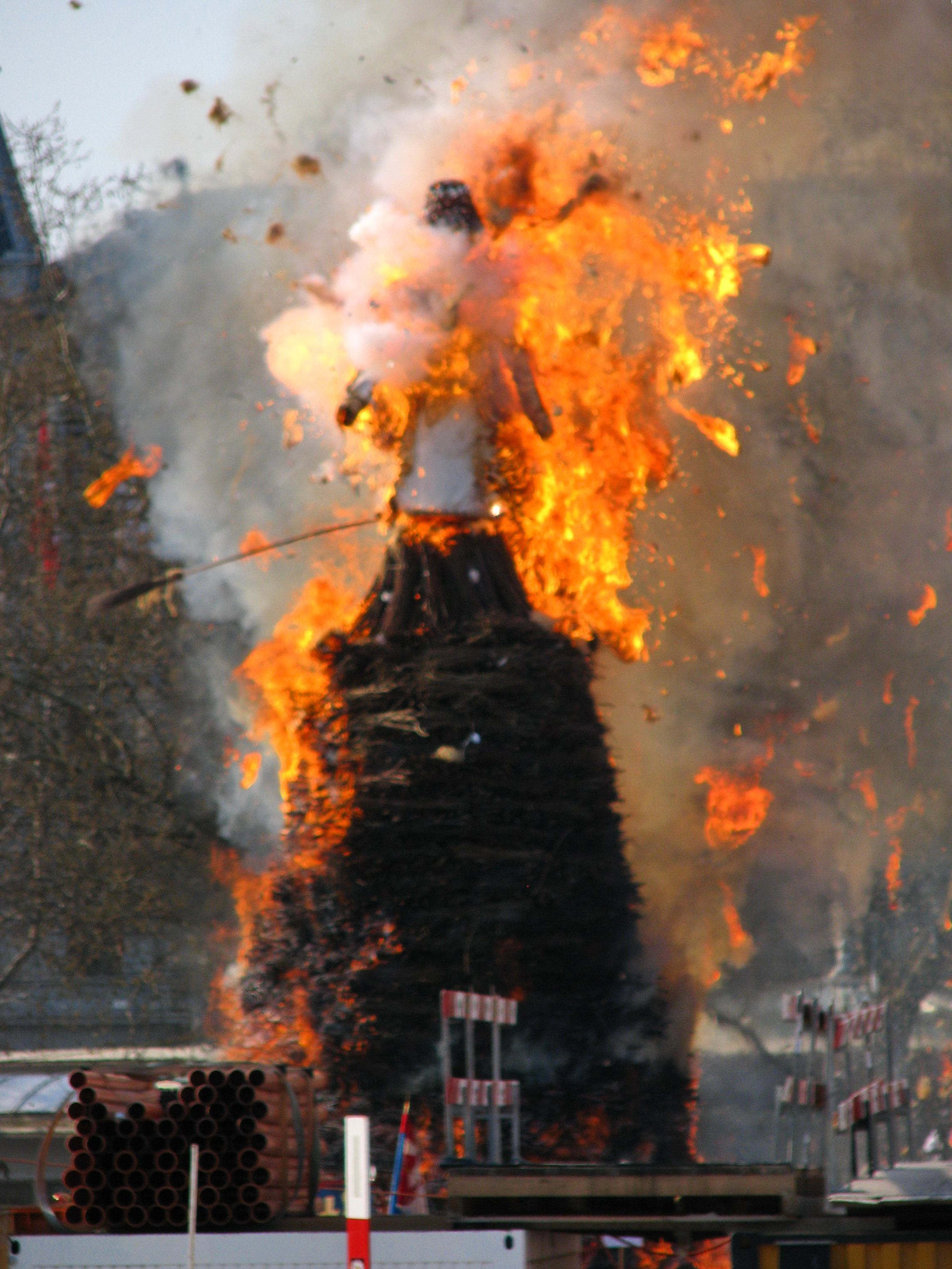
Бьооґ (Böögg) 2010
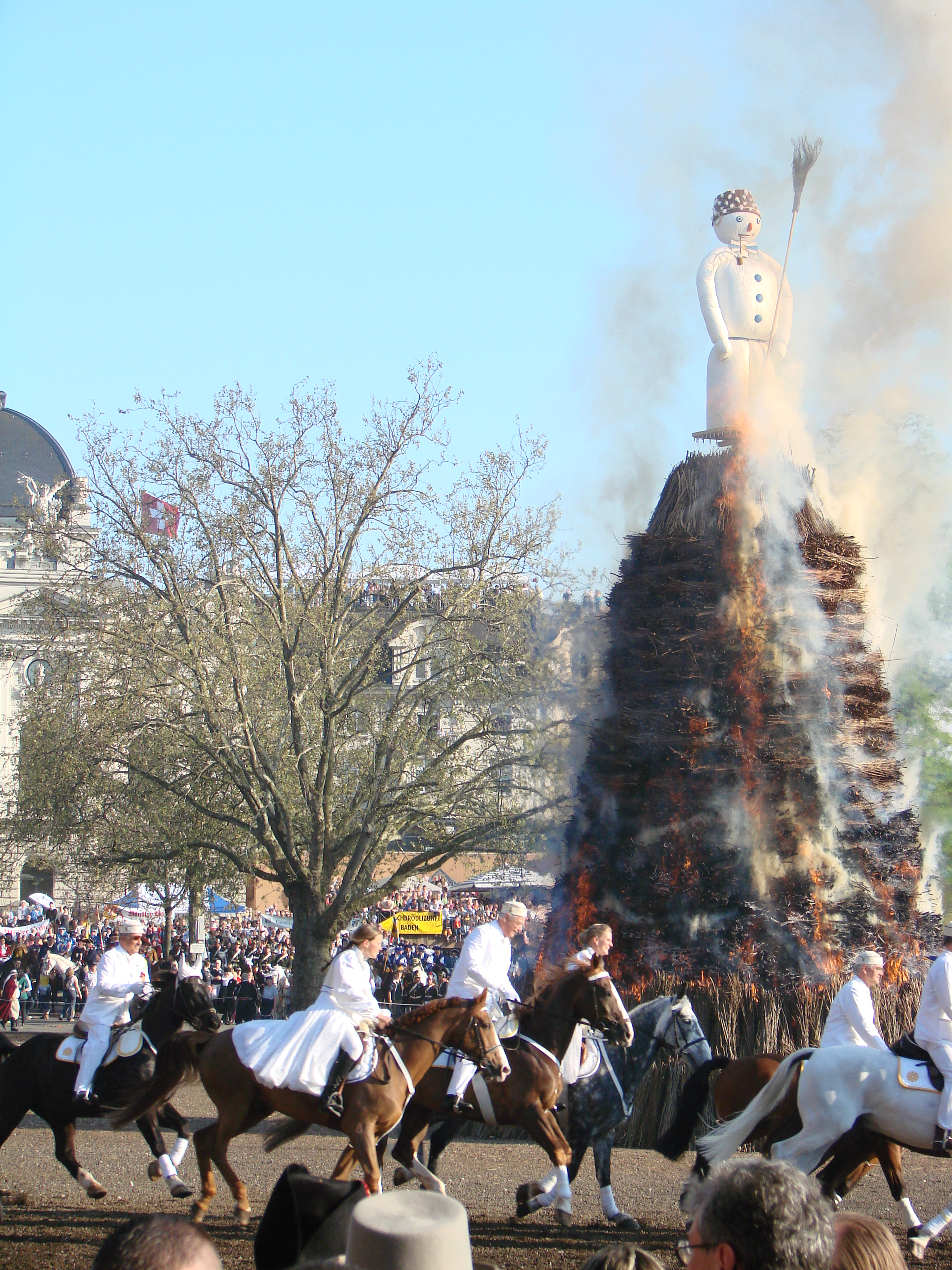
Sechseläuten 2007
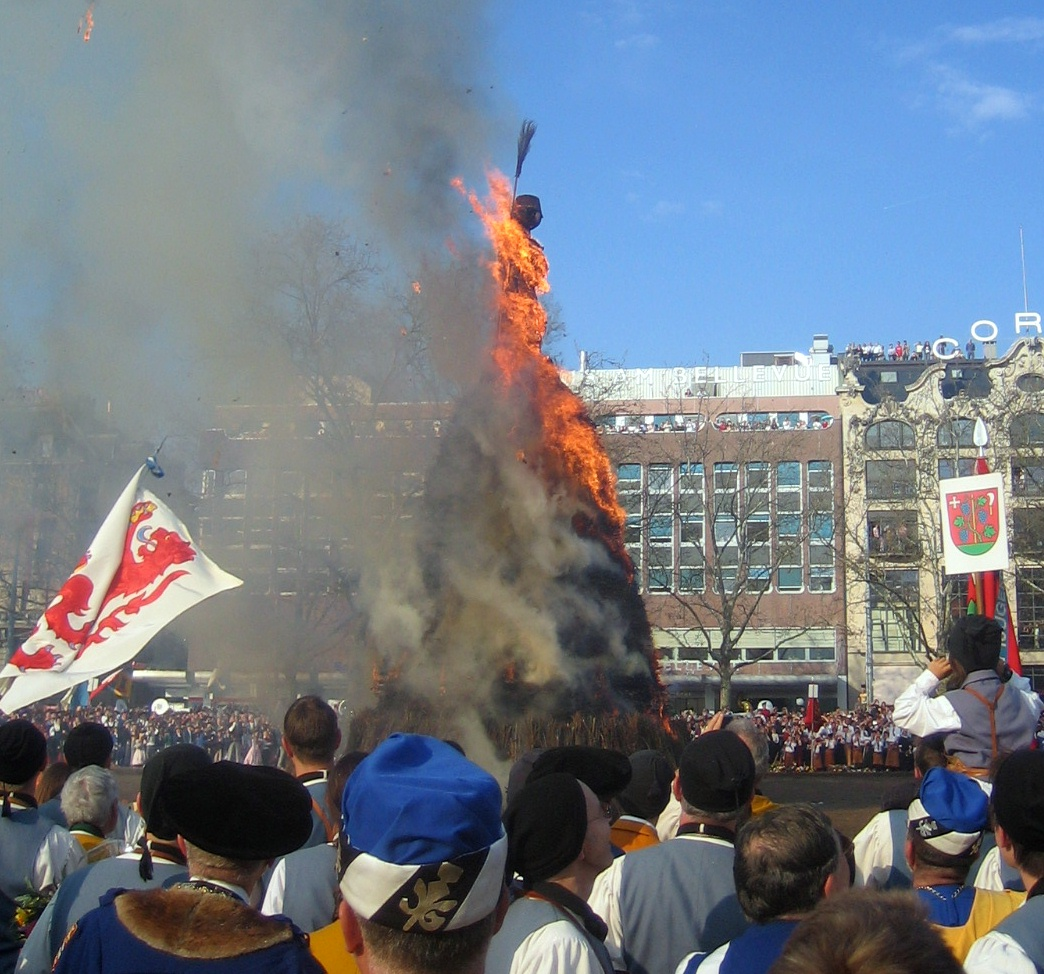
The Опудало (Böögg) 2006
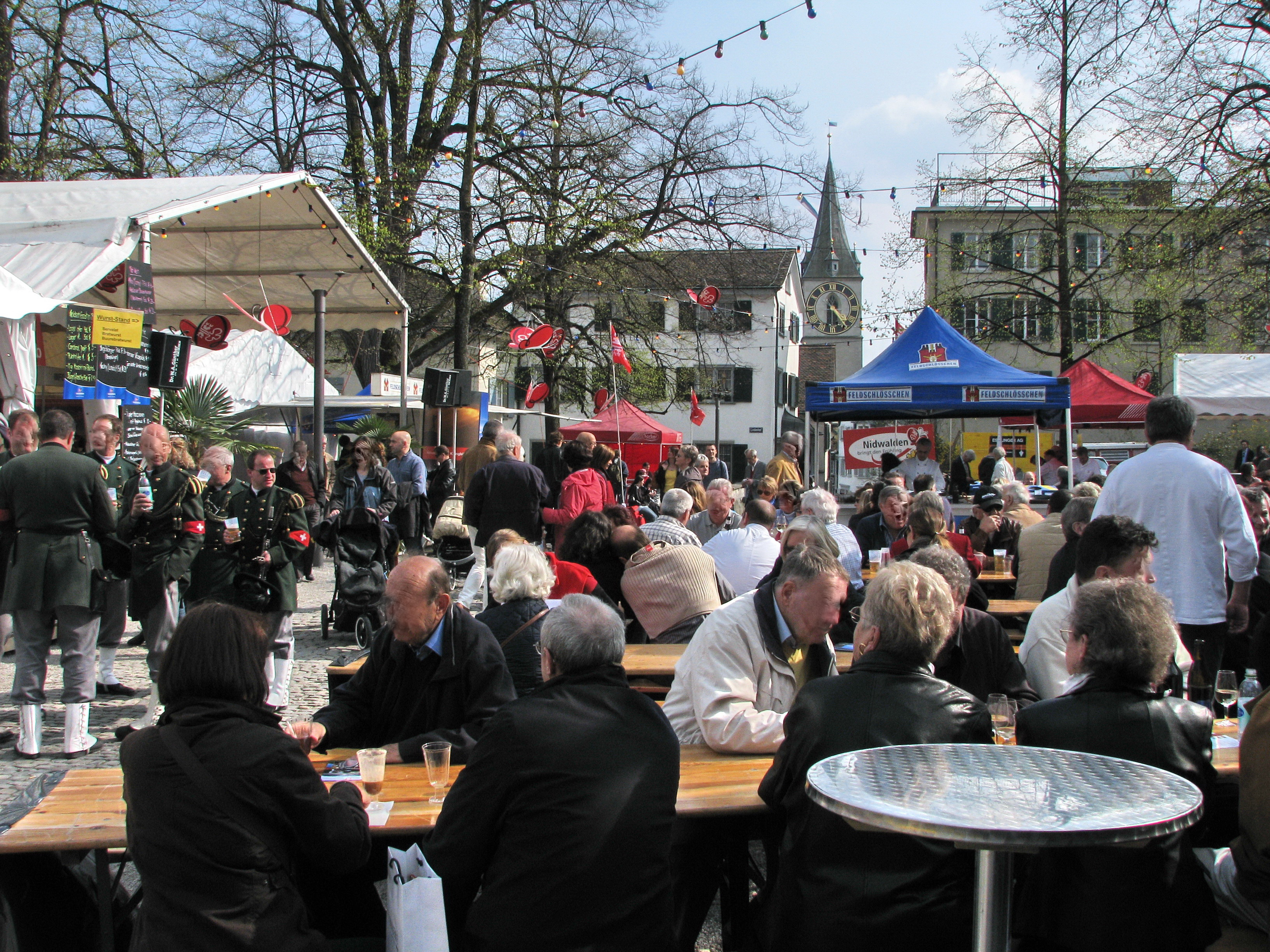
Заходи на Лінденгофському пагорбі (квітень 2010)
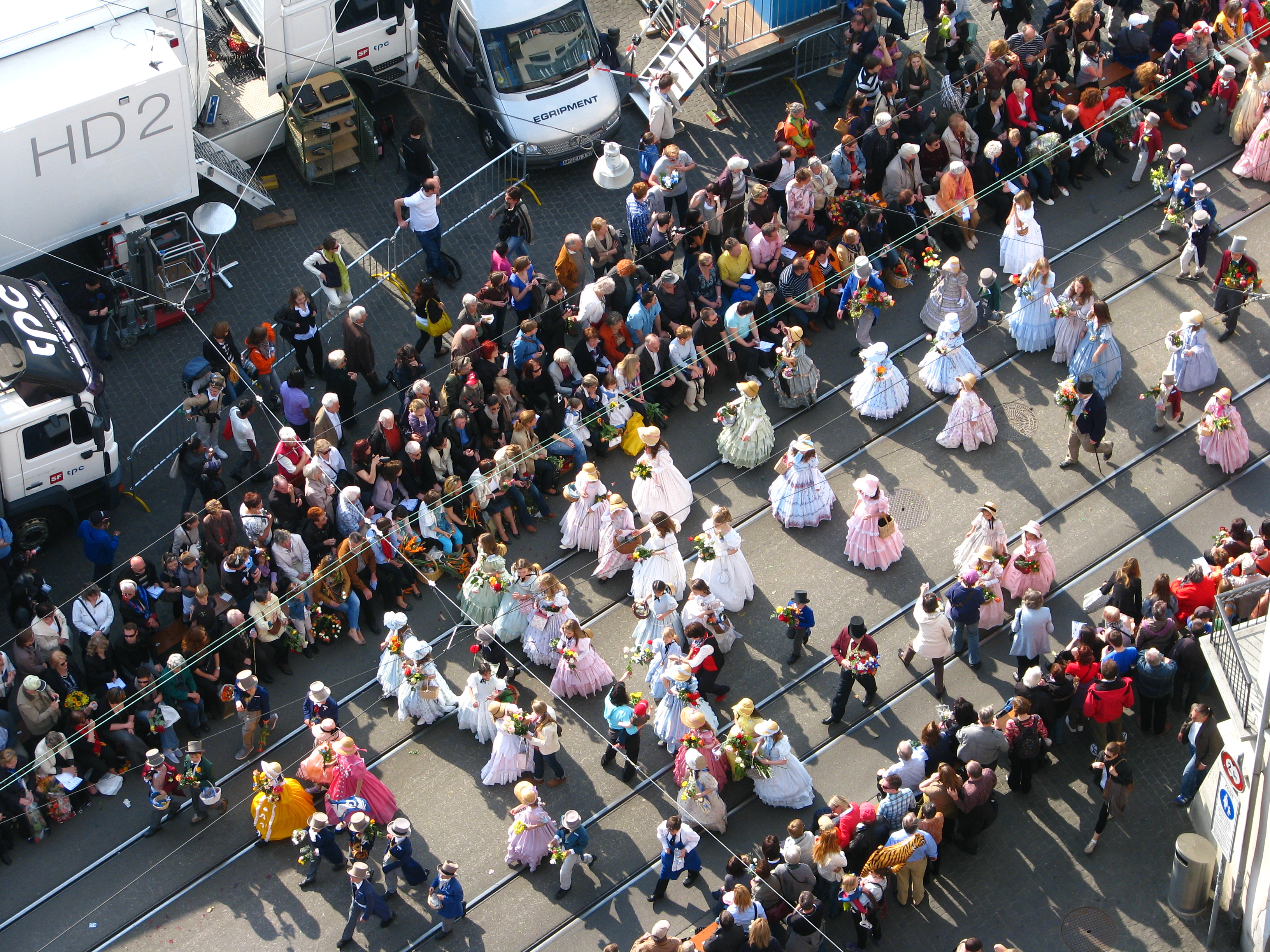
Парад в Limmatquai (2010)
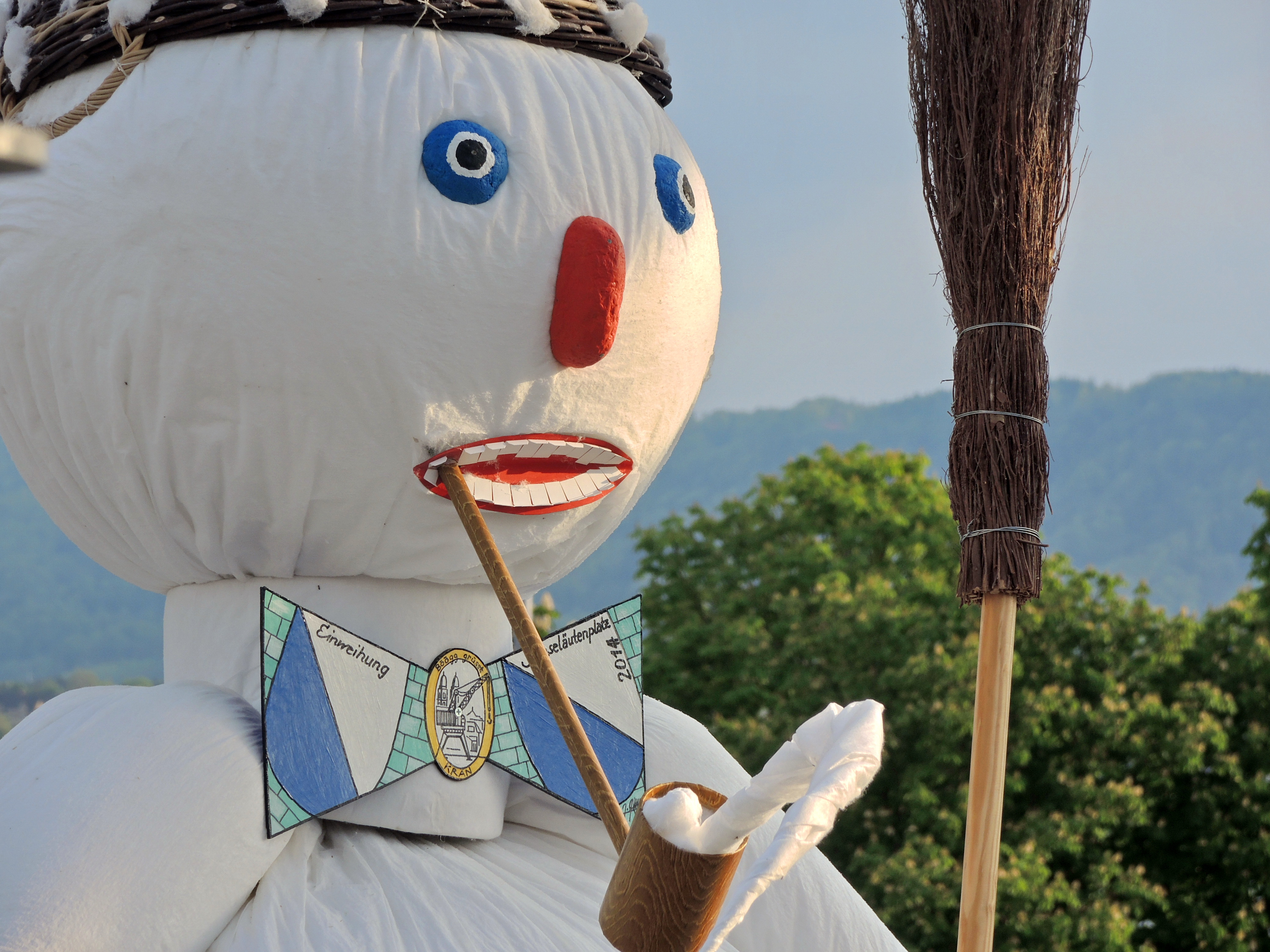
Посмішка снігової баби...
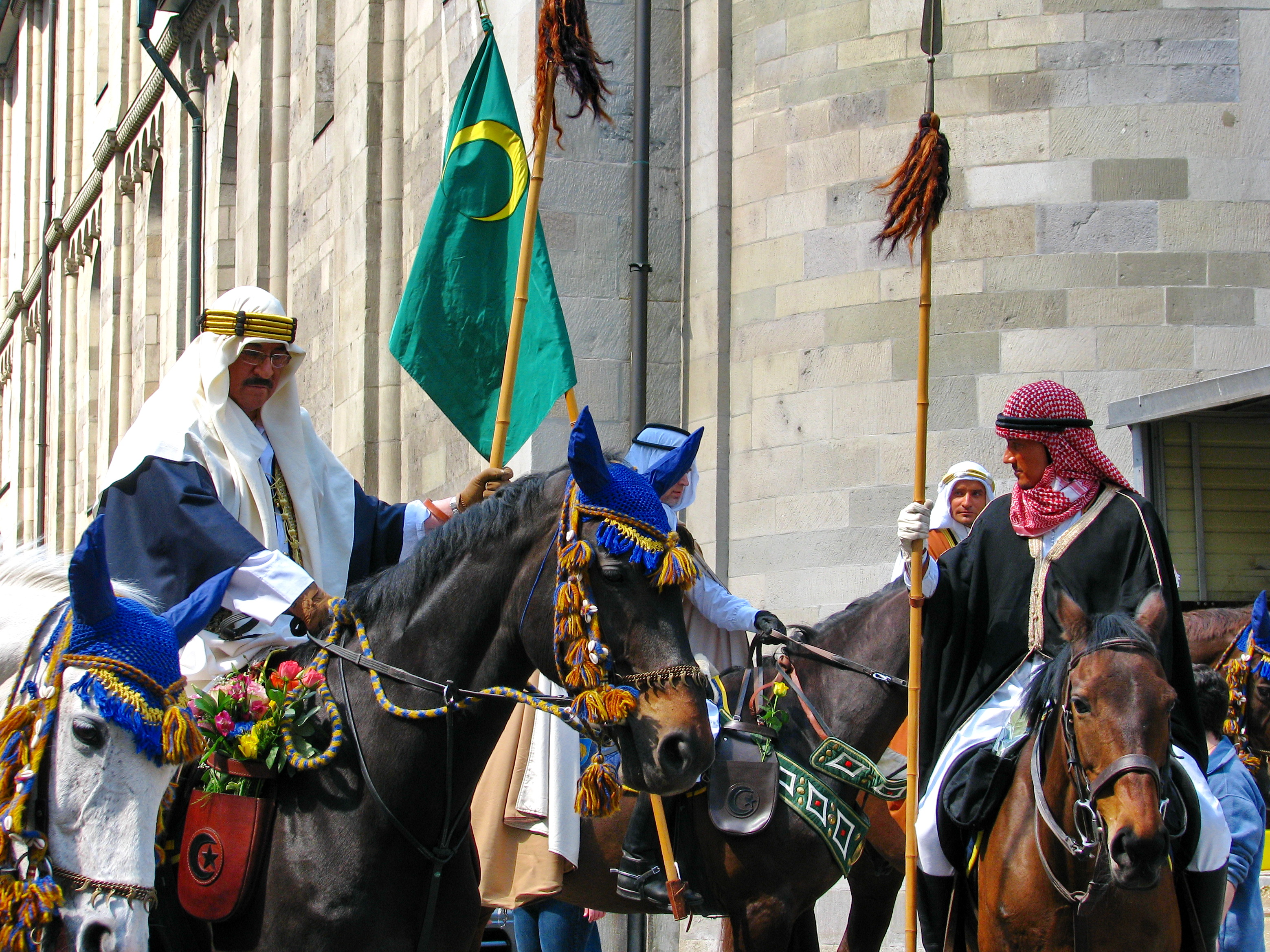
Члени the гільдії Кембел готуються до параду (2010)

## Дата
З кількома винятками дата визначається як третій понеділок квітня.
Дати за роками:
- 16 квітня 2012
- 15 квітня 2013
- 28 квітня 2014
- 13 квітня 2015
- 18 квітня 2016
- 24 квітня 2017
- 16 квітня 2018
- 8 квітня 2019
- 20 квітня 2020

### Алгоритм в Python
```
def
 
sechselaeuten
(
year
):

    
from
 
datetime
 
import
 
date
,
 
timedelta

    
from
 
dateutil.easter
 
import
 
easter

    
april_mondays
 
=
 
[
date
(
year
,
4
,
d
)
 
for
 
d
 
in
 
range
(
1
,
31
)
 
if
 
date
(
year
,
4
,
d
)
.
weekday
()
==
0
]

    
holy_monday
   
=
 
easter
(
year
)
 
-
 
timedelta
(
days
=
6
)

    
easter_monday
 
=
 
easter
(
year
)
 
+
 
timedelta
(
days
=
1
)

    
if
(
april_mondays
[
2
]
.
isocalendar
()[
1
]
 
in
 
(
17
,
 
18
)):
 
# avoid school holidays...

        
if
(
april_mondays
[
1
]
 
not
 
in
 
(
holy_monday
,
 
easter_monday
)):
 
#...unless there's s.th. else

            
return
(
april_mondays
[
1
])

    
if
(
april_mondays
[
2
]
 
==
 
holy_monday
):
 
# avoid holy week

        
return
(
april_mondays
[
1
])

    
if
(
april_mondays
[
2
]
 
==
 
easter_monday
):
 
# avoid easter

        
return
(
april_mondays
[
3
])

    
return
(
april_mondays
[
2
])
 
# default date

```

## Ланки
- Sächsilüüte [Архівовано 1 травня 2017 у Wayback Machine.] (нім.)